# Artillerie-Kaserne (Kempten)
Die Artillerie-Kaserne war eine 1937 für das Heer der Wehrmacht erbaute, zuletzt von der Bundeswehr genutzte Liegenschaft in Kempten (Allgäu). Die Kaserne sollte ursprünglich Scharnhorst-Kaserne heißen, es hat sich jedoch eingebürgert, sie nach ihrem ersten Nutzer, der I. Abteilung des Artillerie-Regiments 27, nur Artillerie-Kaserne zu nennen.

## Kaserne
Das große Areal umfasste 18 Gebäude, vom Stabsgebäude bis zum Krankenstall. 1937 zog die I. Abteilung des Artillerie-Regiments 27 (27. Infanterie-Division) in die neue Kaserne. Sie erhielt den Namen Scharnhorst-Kaserne, was sich im Sprachgebrauch nicht durchsetzte. Meist wurde sie nach ihrer ersten Belegung nur Artillerie-Kaserne genannt. Die Abteilung I/27 wurde anfangs mit Stab, 1. und 2. Batterie aufgestellt. Kommandeur der Abteilung wurde Oberstleutnant Walter Wißmath (1893–1972). Die 3. Batterie wurde 1938 aufgestellt und zog ebenfalls in die Kaserne ein. Gegenüber der Kaserne befand sich die Heeres-Standortverwaltung, die nach dem Krieg zu einem Wohngebäude umgebaut wurde. Im Norden schloss sich an die Kaserne das von 1939 bis 1941 erbaute Heeres-Nebenzeugamt an. Durch Bombenabwürfe am Ende des Krieges waren seine Gebäude aber stark beschädigt, bzw. ganz zerstört worden. Nach dem Krieg wurden in den Kasernengebäuden Notunterkünfte errichtet.
Nach Gründung der Bundeswehr war die Kaserne von 1970 bis April 1993 Standort des Gebirgsartilleriebataillons 81 (1. Gebirgsdivision). Ausgerüstet war dieses Bataillon mit der M107 175mm, M110 203mm, der Feldhaubitze FH70 155mm und kurzzeitig zu Ausbildungszwecken für Geschützunteroffiziere auch mit der Panzerhaubitze M109. Außerdem war das Bataillon mit Kanonenjagdpanzern ohne Rohre ausgestattet, die als Beobachtungsfahrzeuge dienten.
Zuletzt bestand die Kaserne aus 20 Gebäudeteilen und beherbergte das Gebirgssanitätsregiment 42 „Allgäu“. Die Liegenschaft besaß einen Gleisanschluss an den Ostbahnhof.
Am 20. Mai 2009 war der damalige Bundesminister der Verteidigung Franz Josef Jung beim Feierlichen Gelöbnis der Rekruten des Gebirgssanitätsregiments 42 „Allgäu“ in Kempten. An diesem Tag konnte das fünfzigjährige Bestehen des Gebirgssanitätsregiments 42 „Allgäu“ gefeiert werden.
Infolge der 2010 beschlossenen Neuausrichtung der Bundeswehr stellte der damalige Bundesverteidigungsminister Thomas de Maizière (CDU) am 26. Oktober 2011 im Bundeskabinett das Stationierungskonzept 2011 vor, nach dem der Standort Kempten mit seinen 870 Dienstposten (Stand: 26. Oktober 2011) auf 6 verkleinert und nicht mehr als „Standort“ bezeichnet wird. Nach Auflösung des Gebirgssanitätsregiments 42 zum Ende des Jahres 2015 wurde die Kaserne im Laufe des Jahres 2016 geschlossen.

## Ehemalige Truppenteile
Im Oktober 2011 waren folgende Einheiten in der Kaserne stationiert:
- Gebirgssanitätsregiment 42 „Allgäu“ (ZMZ) (ZSan)
- weitere kleine Dienststellen

Außerdem waren am Standort Kempten außerhalb der Kaserne folgende Einheiten stationiert:
- Liegenschaft Haubensteigweg 19
  - Fachsanitätszentrum Kempten (ZSan)
- Liegenschaft Hinterm Siechenbach 1–5
  - Kreiswehrersatzamt Kempten (WV)